# De molen bij Wijk bij Duurstede
De molen bij Wijk bij Duurstede is een schilderij van de Hollandse kunstschilder Jacob van Ruisdael, olieverf op linnen, 83 × 101 centimeter groot, gemaakt rond 1670. Het werk wordt beschouwd als het bekendste doek van Ruisdael, is eigendom van de gemeente Amsterdam en bevindt zich sinds 1885 in het Rijksmuseum Amsterdam.

## Context
Het weergeven van een Hollands landschap met een windmolen was voor Ruisdael de gewoonste zaak. Het Hollandse landschap stond namelijk vol met duizenden molens. Overigens werd pas in de negentiende eeuw duidelijk dat Ruisdael een zicht op Wijk bij Duurstede had geschilderd.
Ruisdael schilderde andere landschappen met molens veelal in een compositorisch vergelijkbare opzet: een lage horizon met een grote wolkenlucht, geschilderd vanuit een relatief laag aanzicht, met de molen iets aan de zijkant. Deze werken zouden later van grote invloed zijn op romantische kunstschilders als John Constable.
In tegenstelling tot veel tijdgenoten-landschapschilders, die vaak een monochroom palet gebruikten, kenmerkt veel van Ruisdaels werk zich door een krachtig kleurgebruik en felle contrasten tussen licht en donker. Doorgaans schilderde hij zware wolkenpartijen en stevige vormen in het landschap, sterk realistisch, heel anders dan het meer lieflijke karakter dat eerder gebruikelijk was in de Hollandse landschapsschilderkunst. De molen bij Wijk bij Duurstede is hiervan een typerend voorbeeld.
Luchtvaartingenieur Jan Drees, een kenner van historische molens, stelt dat het de oudste bestaande weergave is van een molen met de roeden op een kwart van de wiekbreedte, gezien vanaf de draaizijde.

## Afbeelding
De molen bij Wijk bij Duurstede toont de wallenkant van de Lek bij Wijk bij Duurstede, met een in 1817 afgebroken korenmolen. Aan de horizon is de afgevlakte toren van de plaatselijke Grote of St. Janskerk te zien, evenals Kasteel Duurstede, het zomerverblijf van de bisschoppen van Utrecht. De stadsmuur en de stadspoort, die ter hoogte van de drie vrouwen moeten hebben gestaan, zijn niet weergegeven. De horizon wordt laag weergegeven. Meer dan driekwart van het schilderij wordt daardoor ingenomen door de dreigende wolkenlucht, waar niettemin ook enkele stralen zonlicht doorheen boren die de molen dramatisch oplichten. Ook de drie vrouwen en de kleine zeilboot worden door een lichtstraal geaccentueerd. Over het water wisselen licht- en schaduwbanen elkaar af. Het geheel is uitgewerkt met groot gevoel voor detail.
Volgens kunsthistoricus en eminent Ruisdaelkenner Seymour Slive ligt de schoonheid van het schilderij "in de solide samenhang van vormen, die de dominerende, verticale, cilindervormige massa van de boven de stad uittorende graanmolen in balans brengt met de wolkenlucht, het weidse land en de uitgestrektheid van de rivier." De strepen die de wieken weergeven komen overeen met de ligging van de wolken, waardoor er een betere binding is tussen land en lucht, die nog eens versterkt wordt doordat de lichte en donkere plekken in het water en op de grond subtiele overeenkomsten hebben met de vormen van het wolkendek. Een fijnzinnig detail is dat op de voorgrond de golflijnen in het water elkaar kruisen. Zoiets kan hier alleen veroorzaakt worden doordat het water tegen de beschoeiing botst of doordat twee waterlopen samenkomen. Een ander detail is dat de roeden van de molen op correcte wijze zijn afgebeeld. Dat laatste lijkt misschien niet bijzonder, maar iemand als Rembrandt - nota bene een molenaarszoon - gaf ze meerdere keren verkeerd weer. De drie vrouwen verwijzen naar de Vrouwenpoort die zich iets rechts van hen bevindt, maar op het schilderij niet te zien is.
Een aantal motieven in het schilderij hebben geleid tot interpretaties over de vergankelijkheid van het leven. Voorlopig is het nog rustig, de zeilen van het bootje en de doeken aan de wieken verraden weinig wind, maar de sfeer is donker en dreigend. Centraal thema is de grootsheid van de natuur, kort voor het uitbreken van een onweersbui, in relatie tot de nietigheid van de vrouwenfiguren.
Door de molen op een kleine heuvel te plaatsen en vanuit onderaanzicht te schilderen, verleent Ruisdael hem bijna monumentale proporties. Schilder-schrijver Eugène Fromentin noemde De molen bij Wijk bij Duurstede Ruisdaels meest indrukwekkende schilderij. Ook Vincent van Gogh was een bewonderaar van het werk.

## Datering
Zoals de meeste werken van Ruisdael is ook De molen bij Wijk bij Duurstede ongedateerd. Niettemin heeft men redelijk precies kunnen dateren aan de hand van enkele elementen uit het schilderij. De afgeplatte Grote of St. Janskerk, rechts aan de horizon, bevat een wijzerplaat, en archiefonderzoek heeft uitgewezen dat deze geplaatst is in 1668. Archiefonderzoek heeft ook aangetoond dat het op de voorgrond zichtbare houten sluisslot na 1 oktober 1669 werd aangelegd. Het bleef in ieder geval tot het voorjaar van 1670 in gebruik, toen het door een iets beter exemplaar vervangen werd. Het sluisslot werd bij hoog water gesloten, zoals op het schilderij te zien is. Daarnaast ziet Kasteel Duurstede er nog ongehavend uit, terwijl het tijdens het Rampjaar 1672 fors beschadigd werd. Bijgevolg kan het werk met redelijke zekerheid gedateerd worden tussen deze twee jaartallen.

## Herkomst
De molen bij Wijk bij Duurstede werd in 1833 door bankier-kunstverzamelaar Adriaan van der Hoop gekocht van de Münchense handelaar Noë, die het eerder van de Engelsman John Smith had overgenomen. Van der Hoop betaalde er 4000 gulden voor. Het was zijn eerste werk van Ruisdael. Later zou hij nog vier topstukken uit diens klassieke periode verwerven. In 1854 liet hij het schilderij na aan de stad Amsterdam. Vanaf 1885 is het met andere geschonken werken van Van der Hoop als langdurig bruikleen in de collectie van het Rijksmuseum Amsterdam opgenomen.

## Andere landschappen van Ruisdael met molens

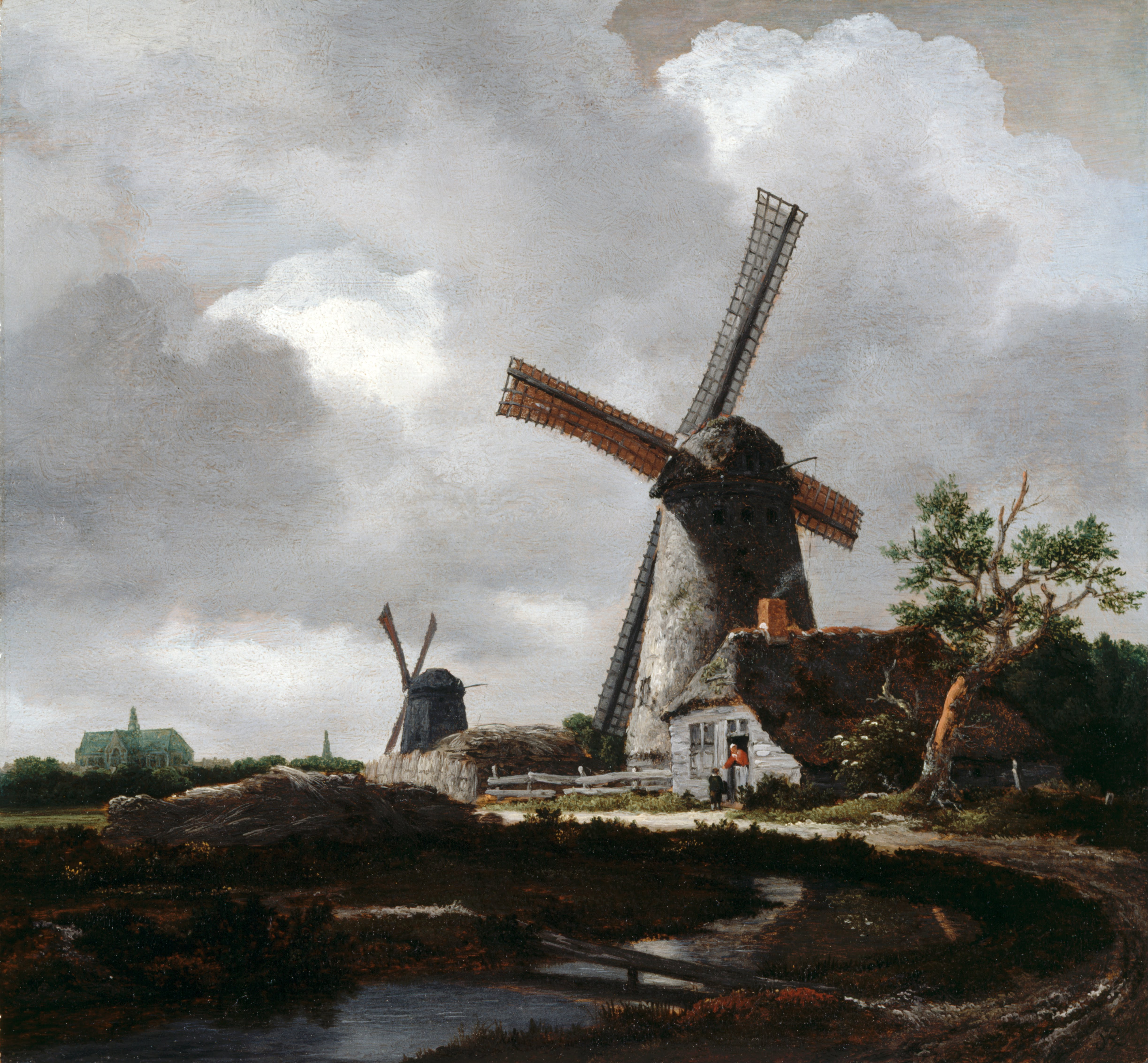
Versie in de Dulwich Picture Gallery
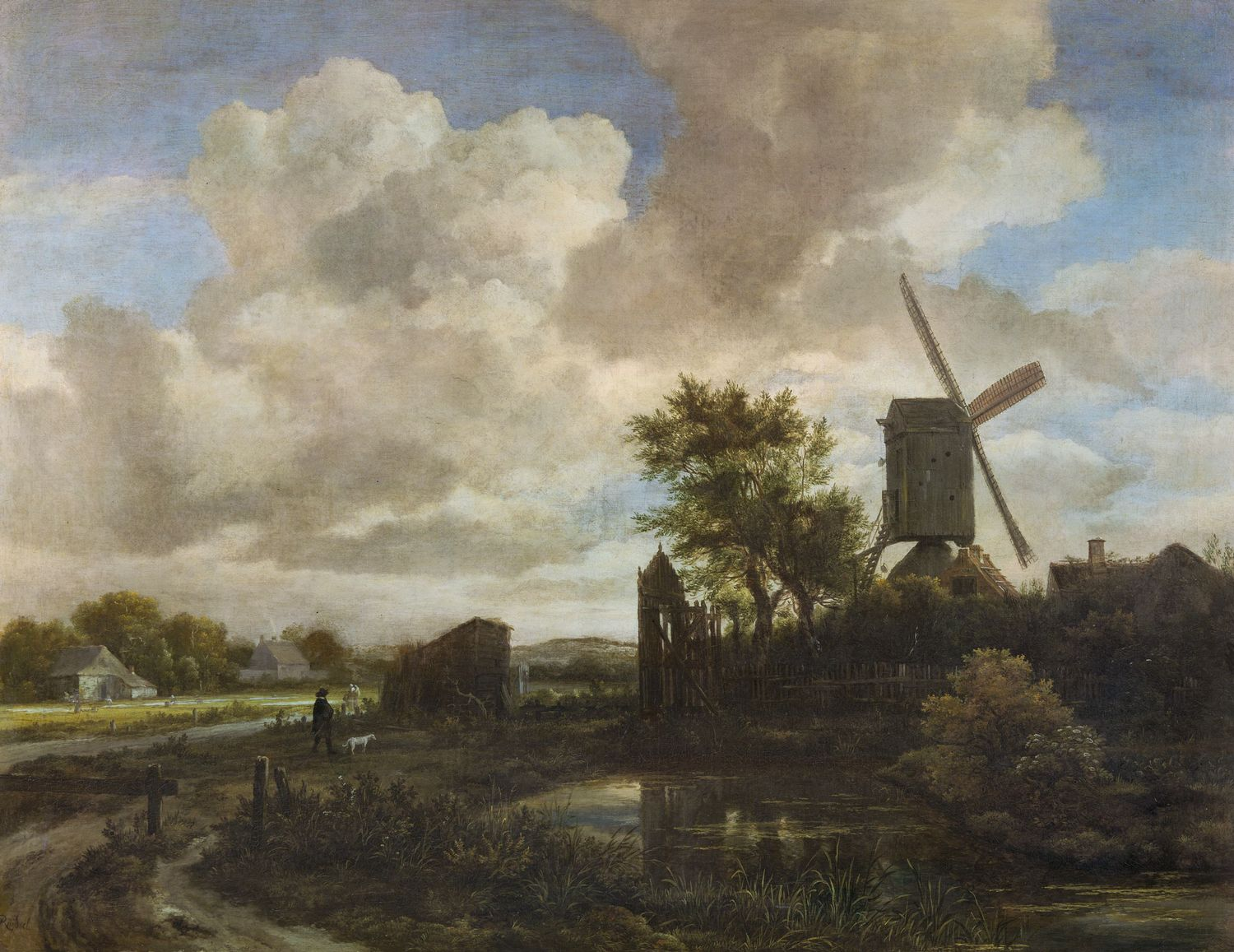
Versie in Buckingham Palace
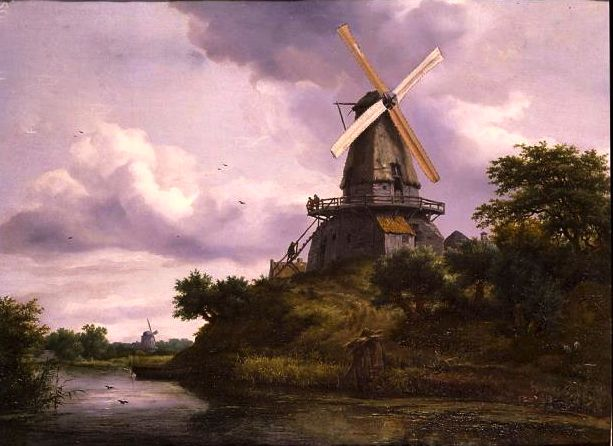
Versie in privécollectie
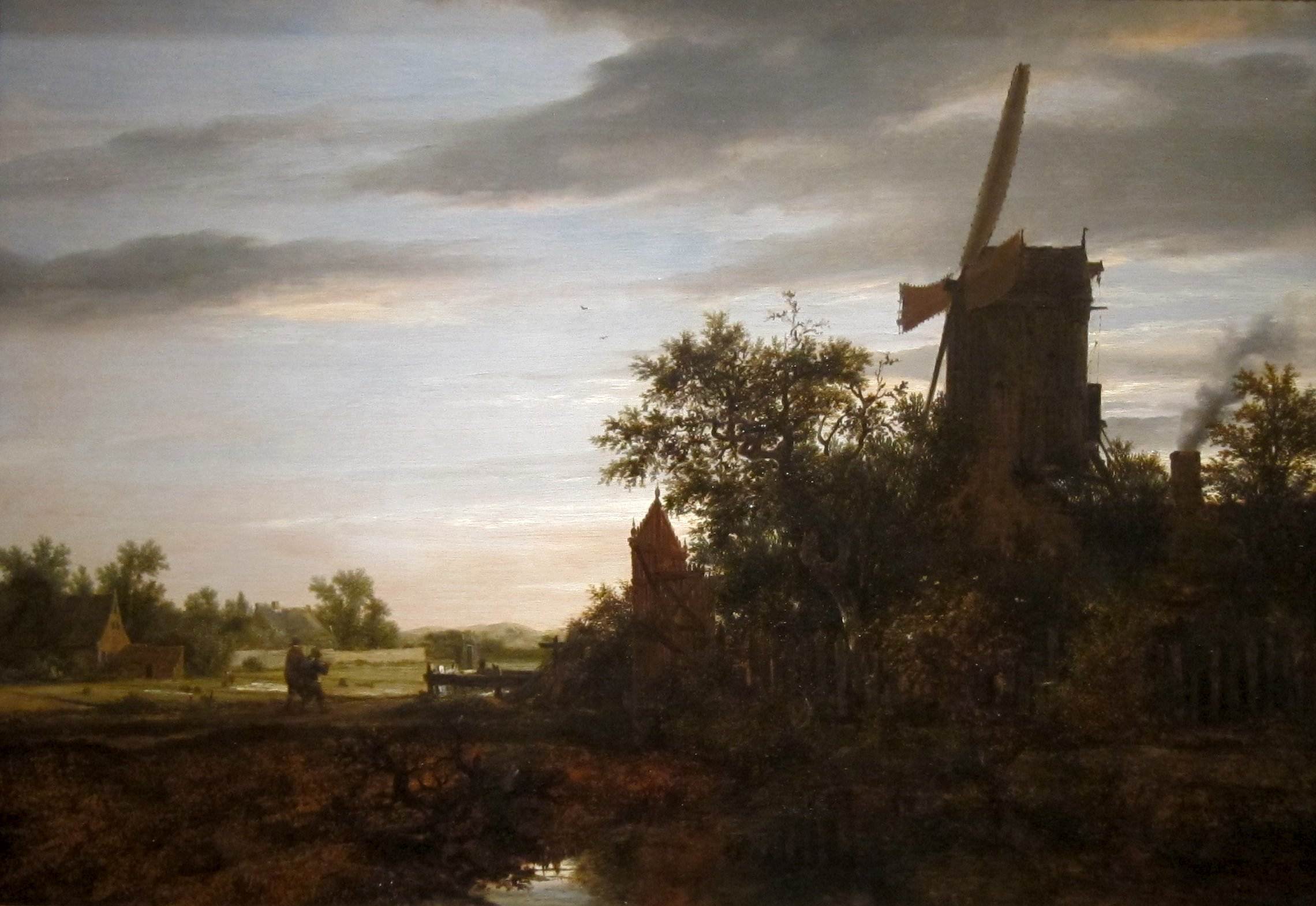
Versie in het Cleveland Museum of Art